# Conrad Ledge
Conrad Ledge är en bergstopp i Antarktis. Den ligger i Östantarktis. Nya Zeeland gör anspråk på området. Toppen på Conrad Ledge är 1 205 meter över havet.
Terrängen runt Conrad Ledge är bergig åt sydväst, men åt nordost är den kuperad. Trakten är obefolkad. Det finns inga samhällen i närheten. 